# Jaroslav Kokeš
Jaroslav Kokeš (7. listopadu 1908 – 20. května 1988) byl český a československý politik Komunistické strany Československa a poválečný poslanec Ústavodárného Národního shromáždění a Národního shromáždění ČSR.

## Biografie
V roce 1946 se uvádí jako veřejný žalobce, bytem Česká Lípa. Během poválečných let zasedal v parlamentní vyšetřovací komisi bezpečnostního výboru, která se zabývala některými kauzami násilí spáchaného na konci druhé světové války, včetně postoloprtského masakru.
V parlamentních volbách v roce 1946 byl zvolen poslancem Ústavodárného Národního shromáždění za KSČ. V parlamentu setrval do konce funkčního období, tedy do voleb do Národního shromáždění roku 1948, v nichž byl zvolen do Národního shromáždění za KSČ ve volebním kraji Liberec. Mandát zastával do konce funkčního období, tedy do roku 1954.
V roce 1956 byl rozhodnutím politického byra ÚV KSČ odvolán z funkce náčelníka Hlavní správy vojenských soudů a propuštěn z armády. Byl uznán odpovědným za chyby v justici a diktátorské praktiky v Hlavní soudní správě v období politických procesů počátku padesátých let. V roce 1959 byl odsouzen Lidovým soudem k jednomu roku nepodmíněně za rozkrádání majetku v socialistickém vlastnictví. Na základě prezidentské milosti mu byl trest změněn na tři roky podmíněně. Po roce 1959 působil v dělnických profesích.